# Tembleque
Tembleque é um município da Espanha na província de Toledo, comunidade autónoma de Castilla-La Mancha, de área 222,49 km² com população de 2190 habitantes (2004) e densidade populacional de 9,84 hab/km².
Vila tipicamente manchega, com moinhos de paredes brancas e uma bela Plaza Mayor quadrada com pórtico de colunas de granito e corredores com varandas de madeira típicas do século XVIII. 

## Demografia
| Variação demográfica do município entre 1991 e 2004 | Variação demográfica do município entre 1991 e 2004 | Variação demográfica do município entre 1991 e 2004 | Variação demográfica do município entre 1991 e 2004 |
| --------------------------------------------------- | --------------------------------------------------- | --------------------------------------------------- | --------------------------------------------------- |
| 1991                                                | 1996                                                | 2001                                                | 2004                                                |
| 2152                                                | 2121                                                | 2165                                                | 2190                                                |

## Património
- Igreja de Nossa Senhora da Assunção
- barroca Casa das Torres
- Ermita de la Vera Cruz, com planta octogonal e coberta por uma cúpula com oito elementos curvos[3].